# Rue de Paradis
De Rue de Paradis is een straat in de Franse hoofdstad Parijs. De straat ligt in het westelijk deel van het 10e arrondissement, in de wijk Porte Saint-Denis, tussen de Rue du Faubourg-Saint-Denis en de Rue du Faubourg-Poissonnière.

## Geschiedenis
Voorheen was deze straat bekend als de Rue Paradis-Poissonnière, maar op de kaart van Parijs van Boisseau (1648) staat ze aangeduid als de Rue Saint-Lazare, wat aangeeft dat dit een deel was van de verbinding tussen de Roule en Saint-Lazare. De straat ligt in het verlengde van de Rue Bleue, voorheen bekend als de Rue d'Enfer (Hellestraat). In 1710 lag hier een moestuin, bekend onder de naam Les Paradis, beheerd door een religieuze orde. De straat ontleent hieraan zijn huidige naam.
De Rue de Paradis stond later bekend als de straat van het kristal, porselein, en ander aardewerk. Het feit dat vele bedrijven die in deze sector actief waren zich hier vestigden was vooral gelegen in de nabijheid van het Gare de l'Est, die het aanvoeren van de benodigde materialen uit Lotharingen vergemakkelijkte. Een getuige van deze periode is het op huisnummer 30 gelegen Baccarat-museum.

## Bereikbaarheid
Metrostations  Château d'Eau, Gare de l'Est en Poissonnière liggen in de nabijheid.

## Varia
- De Rue de Paradis is een van de straten in de Franse versie van het bordspel Monopoly